# Tweede Kamerverkiezingen 1982/Kandidatenlijst/Centrumpartij
De kandidatenlijst voor de Tweede Kamerverkiezingen 1982 van de Centrumpartij was als volgt:

## De lijst
- vet: verkozen
- schuin: voorkeurdrempel overschreden

1. Hans Janmaat - 58.944 stemmen
2. N.T. Konst - 545
3. Wim Bruyn - 1.804
4. M.T. Giesen - 221
5. H.W. de Wijer - 535
6. A. Alblas - 331
7. H.K. Kleijn - 154
8. W.H. Esmijer - 1.287
9. J.C. Wapenaar - 127
10. W.J. Scheelings - 102
11. W.M.A. Klessens-den Teuling - 680
12. J. Groeneweg - 719
13. A.F. Honing - 212
14. A.G. Broekema - 149
15. R.P. Maas - 100
16. S. Evenhuis-van Heyningen - 109
17. P. Kol - 301
18. G. Koster - 274
19. Gerard Rieff - 84
20. E.C. Willemse - 162
21. C.W. Zwalve - 53
22. R.J.C. Lenting - 44
23. E.M. Loeven-Hogendoorn - 70
24. J.F. Reesen - 320
25. R.J. Westerhoek - 73
26. F. Citroen - 315
27. J.H.B. Groenink - 79
28. E.H.A. van Buuren - 168
29. W.M.H. Jansen - 132
30. F. Behm - 321

CDA · PvdA · VVD · D'66 · PSP · CPN · SGP · PPR · RPF · GPV · Rechtse Volkspartij · Centrumpartij · EVP · NVU · Kleine Partij · God Met Ons · PPBMWM · SP · DS'70 · RKPN
1981 · 1982 · 1986